# سیارک ۹۲۰۸
سیارک ۹۲۰۸ (به انگلیسی: 9208 Takanotoshi، نامگذاری:1994TX2) نه هزار و دویست و هشتمین سیارک کشف شده‌است که در ۲ اکتبر ۱۹۹۴ کشف شد.
قدر مطلق سیارک برابر ۳۳.۸ است.